# Drapelul Norvegiei

Steagul național

Steagul de stat

Drapelul Norvegiei este roșu cu o cruce scandinavă albastră cu margini albe care se întinde până la marginile steagului; brațul vertical al crucii este deplasat spre lance, asemenea Dannebrogului, steagul național al Danemarcei. 
Drapelul a devenit drapelul național în 1898, dar vase comerciale îl folosiseră încă din 1821.